# جوزيف بيس
جوزيف بيس (بالإيطالية: Joseph Pace)‏ هو نحات وفيلسوف ورسام وشاعر إيطالي، ولد في 18 نوفمبر 1959 في موربينو في إيطاليا.

## وصلات خارجية
- الموقع الرسمي